# Eatoniella lutea
Eatoniella lutea är en snäckart som först beskrevs av Suter 1908.  Eatoniella lutea ingår i släktet Eatoniella och familjen Eatoniellidae. Inga underarter finns listade i Catalogue of Life.